# Чёрный, Осип Евсеевич
Осип Евсеевич Чёрный (имя при рождении Иосиф; 2 января 1899, Минск — 4 мая 1981, Москва) — русский советский писатель, музыковед и дирижёр.

## Биография
Родился 21 декабря 1898 года (по старому стилю) в Минске, в семье Овсея Хаимовича и Голды Исеровны Чёрных. У него был старший брат Моисей (1895). Семья жила в собственном доме на Коломенской улице, № 4.
В 1919—1920 годах — боец агитпоезда «Красноармеец». С 1921 года работал музыкантом, был директором Самарского и Саратовского музыкальных техникумов. В 1930 году окончил Московскую консерваторию. До 1937 года работал дирижёром симфонического оркестра.
5 июля 1941 года призван в ополчение, с августа — военный корреспондент в газете «Защитник Родины» 43-й армии, с июля 1942 года в газете «За Родину» 64-й армии, интендант 3-го ранга, был тяжело ранен, награждён орденом Красной Звезды (1943). После Великой Отечественной войны занимался сбором и литературной обработкой материалов для «Чёрной книги».
Публиковался с 1928 года. Член Союза писателей с 1940 года. Автор романов и повестей на музыкальную тематику, главным образом жизнеописаний русских композиторов. Написал несколько повестей о войне, а также для юношества: «На других участках поиски разведчиков», «Во втором эшелоне», «Хозяева», «Забытые мотивы», большие циклы рассказов «Высокое искусство», «Смерть Лухманова», «Женихи моей дочери».
Похоронен в Москве на Введенском кладбище (7 уч.).

## Семья
- Жена — музыковед Елена Семёновна Берлянд-Чёрная. С 1967 года они жили в ЖСК «Советский писатель»: Красноармейская улица, д. 21 (до 1969: 1-я Аэропортовская ул., д. 20)[8][9][10].
  - Дочь — Галина Иосифовна Чёрная (род. 1938), выпускница дирижёрско-хорового отделения Московской консерватории (1959).

## Книги
- Музыканты: роман. М.: Советский писатель, 1940 и 1948. — 533 с.
- Франц Шуберт: художественно-биографическая повесть. М.: Советский писатель, 1941.
- Пётр Ильич Чайковский (с Е. С. Чёрной). Серия «Жизнь замечательных людей». М.: Молодая гвардия, 1944.
- Хозяева: повесть. М.: Издательство ВЦСПС, 1948. — 216 с.
- Опера Снегина. М.: Советский писатель, 1953 и 1956. — 659 с.
- Мусоргский: повесть. М.: Государственное издательство детской литературы, 1956 и 1961. — 300 с.
- Пути творчества. М.: Советский писатель, 1957. — 416 с.
- Римский-Корсаков: повесть. М.: Детгиз, 1959. — 310 с.
- Пути жизни: роман. М.: Советский писатель, 1961. — 550 с.
- Повести о русских музыкантах. М.: Издательство детской литературы, 1963. — 395 с.
- Забытые мотивы: повести и рассказы. М.: Советский писатель, 1963. — 440 с.
- Три жизни: повести и рассказы. М.: Советский писатель, 1971. — 452 с.
- Немецкая трагедия: повесть о К. Либкнехте. М.: Издательство политической литературы, 1971 и 1982. — 480 с.
- Книга судеб. Амстердам: Фонд Александра Герцена, 1974. — 342 с.
- Молодой Скрябин: повесть. М.: Советский композитор, 1974. — 230 с.
- Рождественское. В антологии «Рождественские сны». М.: Издательство сестричества во имя Святителя Игнатия Ставропольского, 2011.